# Myopa minor
Myopa minor är en tvåvingeart som beskrevs av Gabriel Strobl 1899. Myopa minor ingår i släktet Myopa och familjen stekelflugor. Inga underarter finns listade i Catalogue of Life.